# Makowa panienka
Makowa panienka (oryg. O makové panence a motýlu Emanuelovi) – serial animowany produkcji czechosłowackiej emitowany w latach 1972–1973. Serial jest adaptacją książki Václava Čtvrtka.
Wizerunki bohaterów można zobaczyć w Muzeum Dobranocek w Rzeszowie.

## Fabuła
Głównymi bohaterami serialu jest tytułowa Makowa Panienka oraz jej towarzysz Motyl Emanuel. Razem przeżywają wiele przygód wraz z różnymi bohaterami pojawiającymi się na ich makowej polanie.

## Spis odcinków
Serial składa się z 13 odcinków.
| Nr  | Tytuł oryginalny                                | Tytuł polski                                       |
| --- | ----------------------------------------------- | -------------------------------------------------- |
| 1.  | O makové panence a smutném Emanuelovi           | O makowej panience i smutnym Emanuelu              |
| 2.  | O makové panence a loupežníku Buráskovi         | O makowej panience i rozbójniku Buresku            |
| 3.  | O makové panence a blesku Ámosovi               | O makowej panience i piorunie Amosie               |
| 4.  | O makové panence a lučním světýlku Ferdinandovi | O makowej panience i płomyku Ferdynandzie z łączki |
| 5.  | O makové panence a dělostřelci Praskavci        | O makowej panience i kanonierze Praskawcu          |
| 6.  | O makové panence a tropickém motýlu Ibrahimovi  | O makowej panience i tropikalnym motylu Ibrahimie  |
| 7.  | O makové panence a tureckém měsíci              | O makowej panience i tureckim księżycu             |
| 8.  | O makové panence a náprstku Pichpic             | O makowej panience i naparstku Pichpicu            |
| 9.  | O makové panence a leknínech                    | O makowej panience i liliach wodnych               |
| 10. | O makové panence a veverce Barče                | O makowej panience i wiewiórce Baśce               |
| 11. | O makové panence a Kaňce Čunčové                | O makowej panience i kleksie Czuńczy               |
| 12. | O makové panence a medvídku Metodějovi          | O makowej panience i niedźwiadku Metodym           |
| 13. | O makové panence a dvou Emanuelech              | O makowej panience i dwóch Emanuelach              |